# Юный пролив
Ю́ный проли́в (первоначально — Юнгштурм) — пролив между островами Пионер и Комсомолец архипелага Северная Земля (Красноярский край). Соединяет залив Ковалевской и пролив Красной Армии.
Длина около 60 км. Ширина от 4 до 24 км. Глубина до 220 м. Берег обрывистый, гористый, покрыт ледниками (ледники Отдельный, Пионер). Покрыт льдом большую часть года.
В проливе располагаются острова Попутный, Капля, Буян и Поворотный. На побережье выделяются мысы Фестивальный и Открытый (остров Комсомолец), Ожиданий и Холмистый (остров Пионер). В пролив впадает река Илистая и др.
В 1932 году экипажем ледокола «Садко» назван Юнгштурм в честь немецкой коммунистической молодёжи (Красный Юнгштурм), в 1950-х годах название было изменено на Юный.